# Manfred Lehmann
Manfred Lehmann, all'anagrafe Franz Lehmann (Berlino, 29 gennaio 1945) è un attore e doppiatore tedesco.

## Biografia
Lehmann studia recitazione con Edith Hildebrandt a Berlino. A teatro recita nel 1968/69 al Forum-Theater Berlin. Dal 1969 al 1971 recita al Berliner Komödie e al Schaubühne am Halleschen Ufer, dal 1974 al 1977 al Schillertheater di Berlino e nel 1980 al Grips-Theater.
Manfred Lehmann è noto come interprete di diverse serie televisive come Tatort e Un caso per due.
È la voce ufficiale in tedesco di diversi attori come, Bruce Willis, Cheech Marin, Dolph Lundgren, Gérard Depardieu, James Woods, Kurt Russell, Michael Madsen, Willem Dafoe, Michael Walker, Bill Murray, Riccardo Pizzuti, Nicholas Clay, William Hurt, Liam Neeson, Ed Harris, Martin Kove, Joe Pilato, Mickey Rourke, Jon Voight, Brian Cox, Alan Rickman, Ron Silver, Dale Midkiff, Wesley Snipes, Val Kilmer, Steven Seagal, William Lucking, James Luisi, Jeroen Krabbé, Don Stroud, Kōichi Yamadera, Ron Moody, Paul Picerni, Clarence Williams III, James Remar. 
Lehmann vive a Berlino-Wilmersdorf. La figlia Dascha Lehmann, Dennis Schmidt-Foß e la nipote Dalia Mya Schmidt-Foß sono anche essi doppiatori.